# 長崎町 (北九州市)
長崎町（ながさきまち）は福岡県北九州市八幡西区の町。住居表示実施済み。郵便番号は807-0836。

## 地理
八幡西区の北部西側に位置し、北に中須、東に陣原、東から南に則松、西に東折尾町，北鷹見町と接する。

### 河川
- 二級河川 金山川

## 地域の特徴
町域の北縁をJR九州鹿児島本線とJR九州筑豊本線が通る。西縁に沿って県道281号下上津役折尾線が走っており、東縁を金山川が北流している。低い台地の住宅街であり、町内の道路には狭いところがある。

## 歴史
明治24年に折尾駅が九州鉄道（現鹿児島本線）・筑豊興業鉄道（現筑豊本線）の交差駅となり、当地付近が急速に発展した。かつては両路線と並行して西鉄北九州線が通っており、県道沿いに折尾東口停留場の折尾駅方面ホームが存在していたが、2000年の廃線とともに廃駅となった。

### 地名の由来
住居表示実施前までは折尾東口周辺一帯から現中須一丁目までの堀川以南の土地を長崎と通称していた。現長崎町はそのうちの折尾町長崎東と通称されていた字蓮芽（蓮ノ芽）地区にあたる。また江戸時代には折尾村の枝郷として長崎村が存在していた。

### 沿革
- 1974年（昭和49年）4月1日 - 長崎町新設[5]。

### 町名の変遷
| 実施内容          | 実施年月日               | 実施後 | 実施前         |
| ----------------- | ------------------------ | ------ | -------------- |
| 町名新設 住居表示 | 1974年（昭和49年）4月1日 | 長崎町 | 大字折尾の一部 |

## 世帯数と人口
2025年（令和7年）3月31日現在（北九州市発表）の世帯数と人口は以下の通りである。
| 町     | 世帯数 | 人口  |
| ------ | ------ | ----- |
| 長崎町 | 72世帯 | 160人 |

### 人口の変遷
国勢調査による人口の推移。
| 1995年（平成7年）  | 185人 | [ 7 ]  |  |
| 2000年（平成12年） | 182人 | [ 8 ]  |  |
| 2005年（平成17年） | 206人 | [ 9 ]  |  |
| 2010年（平成22年） | 196人 | [ 10 ] |  |
| 2015年（平成27年） | 176人 | [ 11 ] |  |
| 2020年（令和2年）  | 154人 | [ 12 ] |  |

### 世帯数の変遷
国勢調査による世帯数の推移。
| 1995年（平成7年）  | 82世帯 | [ 7 ]  |  |
| 2000年（平成12年） | 72世帯 | [ 8 ]  |  |
| 2005年（平成17年） | 80世帯 | [ 9 ]  |  |
| 2010年（平成22年） | 77世帯 | [ 10 ] |  |
| 2015年（平成27年） | 76世帯 | [ 11 ] |  |
| 2020年（令和2年）  | 65世帯 | [ 12 ] |  |

## 学区
市立小・中学校に通う場合、学区は以下の通りとなる。
| 町     | 街区 | 小学校               | 中学校               |
| ------ | ---- | -------------------- | -------------------- |
| 長崎町 | 全域 | 北九州市立則松小学校 | 北九州市立則松中学校 |

## 交通

### 道路
- 県道281号下上津役折尾線